# Marmota minor
Marmota minor — викопний вид бабаків. Його типове місце розташування — Таузанд-Крік, який знаходиться в земному горизонті гемпфілійського періоду в Неваді. Віковий діапазон: від 10.3 до 4.9 млн років. Середні розміри (в мм): m1 4.00 x 4.05. Типовий зразок: UCMP V-12538, частково череп (частина лівої верхньої щелепи з P3 і P4; частина правої нижньої щелепи, верхніх і нижніх різців; праві M2 і M; 3 у фрагменті верхньої щелепи; M2 і M3).